# Canadarm2

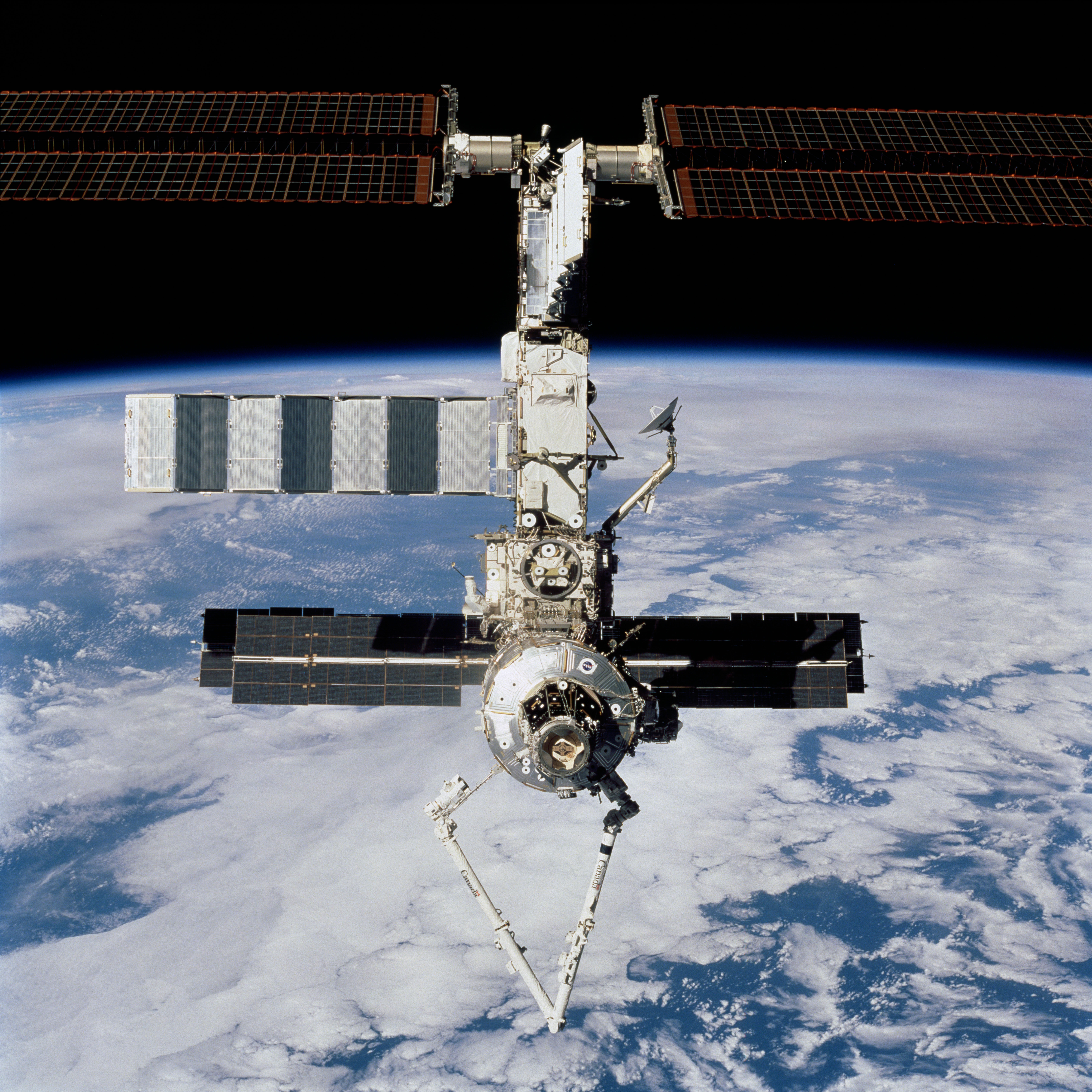
A Canadarm2 robotkar a Nemzetközi Űrállomáson

A Canadarm2 (más néven: SSRMS) a Nemzetközi Űrállomásra szerelt kanadai robotkar, amely az állomás építésében és karbantartásában játszik fontos szerepet. A robotkar három részből álló rendszer, a Mobile Servicing System, egyik része:
- Space Station Remote Manipulator System: a Canadarm 2 nevű egység. Hasonlít az amerikai űrrepülőgépek robotkarjához, de annál nagyobb teljesítményű. 17 méter hosszú, tömege 1640 kg és 7 motoros ízülete külön-külön, illetve együttesen mozgatható. 2001. áprilisban vitték fel az űrállomásra az STS-100 küldetésen.[1]
- Mobile Base System: sínrendszer az űrállomás testén, amelyen oldalirányban mozog a Canadarm. Első részét 2002. júniusban vitték fel az STS-111 küldetésen.
- Special Purpose Dexterous Manipulator (Dextre): finomabb munkára használható kisebb fogókar, többek közt az űrállomás külsején szükséges javítások elvégzéséhez.[2]